# Liste der Naturdenkmale in Roßdorf (bei Darmstadt)
Die Liste der Naturdenkmale in Roßdorf (bei Darmstadt) nennt die in Roßdorf im Landkreis Darmstadt-Dieburg in Hessen gelegenen Naturdenkmale. Sie sind nach § 28 Bundesnaturschutzgesetz (BNatschG) geschützt.
| Bild                          | Bezeichnung | Ortsteil, Lage                        | Beschreibung | Art | Nr. |
| ----------------------------- | ----------- | ------------------------------------- | --- | --- | --- |
| mehr Fotos \| Fotos hochladen | Rehberg     | Roßdorf 49° 51′ 18″ N, 8° 44′ 49,2″ O | Flächenhaftes Naturdenkmal. Größe 17.729 m2. Bedeutend für das Orts- und Landschaftsbild von Roßdorf. Lage am westlichen Ortsrand, am Hang der Granit- und Basaltkuppe Rehberg. Ehemaliger Weinberg, heute Vogelschutzgehölz und extensive Mähwiesen. Im Süden Halbtrockenrasen mit wärmeliebenden und teilweise gefährdeten Pflanzen- und zahlreichen Insektenarten. |     |     |

## Belege
1. ↑  
Karte "Umweltschutz". BürgerGIS Landkreis Darmstadt-Dieburg. Landkreis Darmstadt-Dieburg, abgerufen am 4. April 2020.
2. ↑  
Verordnung zur Sicherung von Naturdenkmalen im Landkreis Darmstadt. (pdf; 14 kB) Der Landrat des Landkreises Darmstadt als untere Naturschutzbehörde, 31. März 1950, abgerufen am 14. Mai 2020.
3. ↑  
Horst Bathon, Georg Wittenberger: Die Naturdenkmale des Landkreises Darmstadt-Dieburg mit Biotop-Touren, 2. erweiterte und vollständig überarbeitete Auflage. Hrsg.: Kreisausschuss des Landkreises Darmstadt-Dieburg – Untere Naturschutzbehörde (= Schriftenreihe Landkreis Darmstadt-Dieburg). Darmstadt 2016, ISBN 978-3-00-050136-4, S. 154–158.

- Karte mit allen Koordinaten:
- OSM |
- WikiMap